# Breviceratops kozlowskii
Breviceratops kozlowskii ("cara de cuernos cortos de Roman Kozłowski") es la única especie conocida del género extinto Breviceratops de dinosaurio ceratopsiano bagaceratópsido, Breviceratops kozlowskii, que vivió a finales del período Cretácico, hace aproximadamente 83 a 71 millones de años, en el Campaniense, en lo que hoy es Asia. Breviceratops, como todos los ceratopsianos, era un herbívoro. Durante el Cretácico, las plantas angiospermas estaban geográficamente limitadas, por lo que es probable que Breviceratops se alimentara de plantas como helechos, cicádeas y coníferas. Breviceratops no poseía cuerno nasal pero sí una pequeña placa en el cuello como incipiente gola.
Los primeros fósiles fueron durante los años 60 descubiertos por la expedición polaca a la localidad de Khulsan en la cuenca de Nemegt, desierto de Gobi. Los restos fósiles del Breviceratops que se encontraron en la Formación Barun Goyot, en Omnogov, Mongolia, fueron originalmente descritos como una especie de Protoceratops, P. kozlowskii, el nombre específico que honra al paleontólogo polaco Roman Kozłowski, siendo posteriormente asignados a una género propio. El holotipo, ZPAL MgD-I/117, consiste en un esqueleto juvenil postcraneal. Otros especímenes fueron referidos, MgD-Ij116, un cráneo y mandíbulas inferiores de un juvenil, MgD-Ij 118; esqueleto postcraneal fragmentario y mandíbulas inferiores de un juvenil; MgD-Ij119, un dentario y tres arcos neurales; MgD-IjI20, dos dentarios y dientes sueltos; MgD-JjI21, un fragmento maxilar con cuatro dientes de un juvenil y MgD-JjI22, dientes.

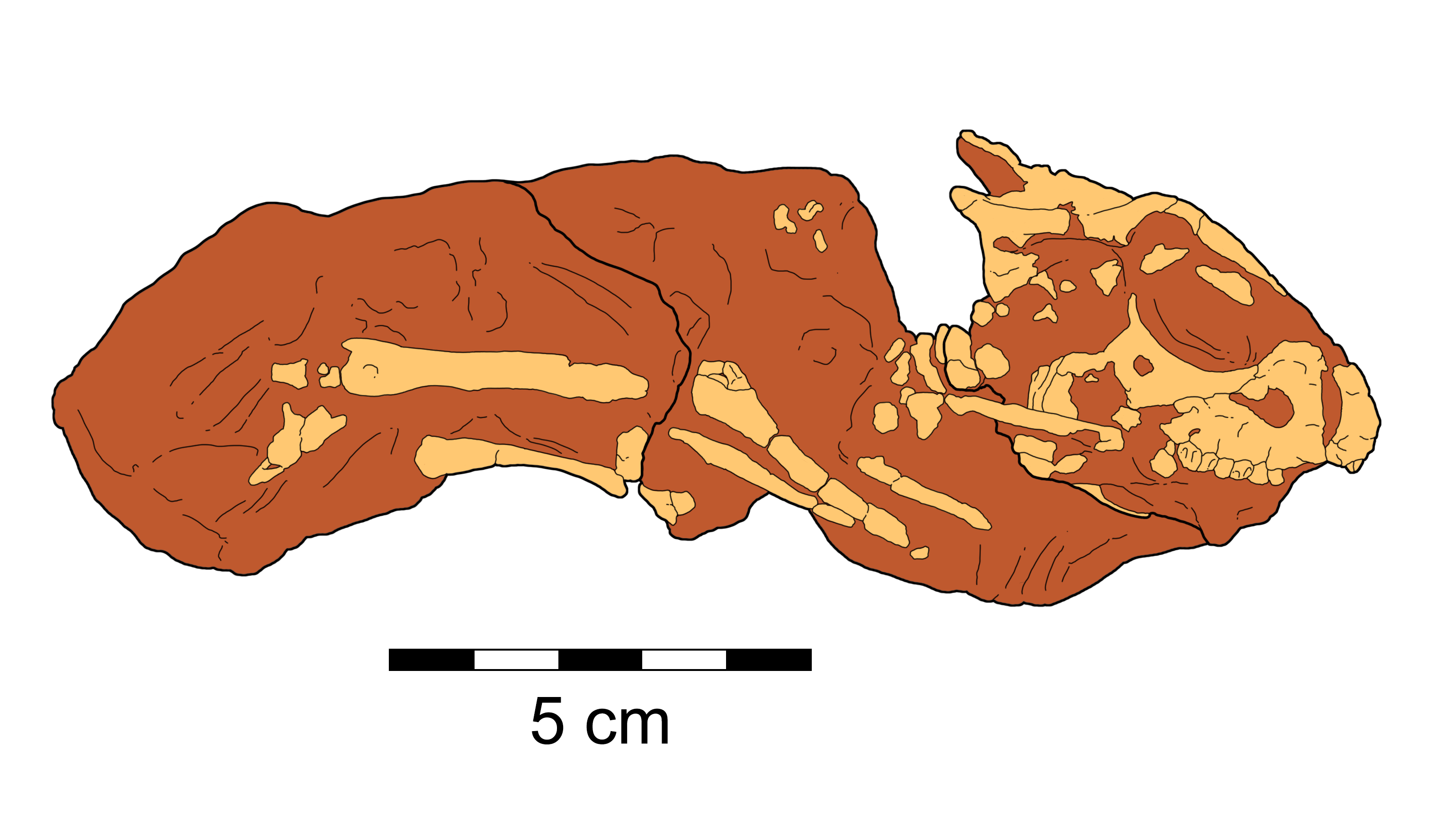
Diagrama del espécimen holotipo ZPAL MgD-I/117.

Los restos fueron luego nombrados como un género separado, Breviceratops, por Sergei Mikhailovich Kurzanov en 1990, el nombre genérico que combina el latín brevis, "corto", con una referencia a la Ceratopsia. Kurzanov también refirió un número adicional de fósiles de Khermin Tsav, la localidad del espécimen tipo de Bagaceratops, al nuevo género. Los especímenes de Khermin Tsav se asemejan mucho a Bagaceratops, lo que ha llevado a la propuesta de que Breviceratops y Bagaceratops son sinónimos. Sin embargo, el espécimen tipo de Khulsan tiene dientes premaxilares y carece de un agujero entre el premaxilla y el maxilar.
Breviceratops fue considerado un Protoceratopsidae, cercano a Bagaceratops en un principio, tanto que se ha propuesto que sea un sinónimo más moderno de este. Estos dos géneros, junto con Lamaceratops, Magnirostris y Platyceratops, recientemente descubiertos, han sido colocados en una nueva posible familia llamada Bagaceratopsidae, aunque todavía no existe consenso sobre esto.